# Championnat d'Océanie féminin de basket-ball 2009
Navigation
Édition précédente Édition suivante
Le championnat d'Océanie féminin de basket-ball 2009 est le 13e championnat d'Océanie  de basket-ball féminin organisé par la FIBA Océanie. La compétition a lieu en Australie et en Nouvelle-Zélande du 31 août au 2 septembre 2009. 
Seules deux équipes disputent le tournoi qualificatif pour le championnat du monde de basket-ball féminin 2010 : l'Australie et la Nouvelle-Zélande. Le tournoi se joue en une rencontre aller-retour. L'Australie remporte le tournoi en gagnant les deux matchs et est ainsi sacrée pour la 12e fois championne d'Océanie,.

## Résultats
| Date             | Équipe 1         | Score   | Équipe 2         | Lieu     |
| ---------------- | ---------------- | ------- | ---------------- | -------- |
| 31 août 2009     | Nouvelle-Zélande | 48 - 98 | Australie        | Porirua  |
| 2 septembre 2009 | Australie        | 97 - 57 | Nouvelle-Zélande | Canberra |